# Calliope (Queensland)
Calliope is een plaats in de Australische deelstaat Queensland en telt 1550 inwoners (2006).